# Лейлам
Лейлам (на английски: Laleham) е село в Югоизточна Англия, графство Съри (до 1965 в Мидълсекс). Намира се на няколко километра северно от река Темза и на 30 километра югозападно от центъра на Лондон. Населението му е около 1500 души.

## Личности
- Родени в Лейлам
  - Габриел Ануар (р. 1970), актриса
  - Матю Арнолд (1822-1888), писател